# Eusiroides lippus
Eusiroides lippus is een vlokreeftensoort uit de familie van de Pontogeneiidae. De wetenschappelijke naam van de soort is voor het eerst geldig gepubliceerd in 1879 door Haswell.